# Liste der Naturdenkmäler in Coburg
Die Liste der Naturdenkmäler in Coburg nennt die Naturdenkmäler in der kreisfreien Stadt Coburg in Bayern. Laut der zuletzt im Juli 2010 ergänzten Verordnung gibt es in Coburg diese nach dem bayrischen Naturschutzgesetz geschützten Naturdenkmäler.

## Liste
| Bild                     | Nummer       | Bezeichnung                                                                        | Gemarkung                                               | Lage | Bemerkung |
| ------------------------ | ------------ | ---------------------------------------------------------------------------------- | ------------------------------------------------------- | --- | --------- |
| zweistämmige Eiche       | 1, ND-03960  | 1 Eiche zweistämmig (Quercus cerris)                                               | 1228 Coburg 50° 15′ 36,1″ N, 10° 57′ 59,7″ O            | Garten Bürglasspalais (25 m westlich des Gebäudes)                                                          |           |
|                          | 2, ND-03951  | 1 Schwarzkiefer (Pinus austriaca)                                                  | 1895 Coburg 50° 15′ 39,9″ N, 10° 58′ 15″ O              | Obere Klinge 7a, 4 m südlich vor Gebäudemitte                                                               |           |
|                          | 3            | Ginkgo (Ginkgo biloba)                                                             | 1878 Coburg 50° 15′ 41″ N, 10° 58′ 18,1″ O              | Bergstraße 9, 17 m vor der Südecke des Gebäudes                                                             |           |
|                          | 4            | Gleditschie (Gleditschia triacanthos)                                              | 3454 Coburg 50° 15′ 42,9″ N, 10° 58′ 19,2″ O            | Bergstraße 12, 6 m östlich der Straße                                                                       |           |
|                          | 5, ND-03392  | Gleditschie (Gleditschia triacanthos)                                              | 3454/2 Coburg 50° 15′ 43,4″ N, 10° 58′ 19,9″ O          | Bergstraße 14, 7 m östlich der Straße                                                                       |           |
| Mammutbaum, Veste Coburg | 6, ND-03952  | 1 Mammutbaum (Sequoia gigantea)                                                    | 3563 Coburg 50° 15′ 47,5″ N, 10° 58′ 51,2″ O            | Oberer Festungswall, nördlich der Steintreppe, 30 m südwestlich vom Haupteingang der Veste Coburg           |           |
|                          | 7, ND-03971  | 1 Eiche (Quercus robur)                                                            | 1025/1 Coburg 50° 15′ 40,5″ N, 10° 57′ 15,9″ O          | an der Nordgrenze des Grundstücks Hildburghäuser Weg 1 ca. 10 m von der Westgrenze des Grundstücks entfernt |           |
|                          | 8, ND-03953  | 1 Stieleiche (Quercus robur)                                                       | 1066/4 und 1988 Coburg 50° 15′ 31,5″ N, 10° 58′ 33,9″ O | auf der Grundstücksnordgrenze Elsässer Straße 9, 6 m von der südwestlichen Hausecke Probstgrund 2           |           |
| zwei zweistämmige Eichen | 9, ND-03956  | 2 zweistämmige Eichen (Quercus robur) pyram.                                       | 563 Coburg 50° 15′ 18″ N, 10° 57′ 51,8″ O               | vor Gebäudemitte Ketschendorfer Straße 2                                                                    |           |
|                          | 10, ND-03958 | 1 Linde (Tilia intermedia)                                                         | 2412 Coburg 50° 14′ 45,8″ N, 10° 57′ 5,7″ O             | Karl-Türk-Straße/Marschberg, 20 m gegenüber Gebäudemitte Haus-Nr. 12                                        |           |
|                          | 11, ND-03959 | 1 Eiche (Quercus robur)                                                            | 3102/17 Coburg 50° 16′ 6,7″ N, 10° 56′ 40″ O            | 15 m nördlich der Trafostation an Verbindungsstraße Heimatring/Hörnleinsgrund                               |           |
|                          | 12, ND-03962 | 7 Linden-Gruppe (Tilia intermedia)                                                 | 3102/82 Coburg 50° 16′ 9,7″ N, 10° 56′ 29,9″ O          | Siedlung Hörnleinsgrund Mitte, Verbindungsweg Hörnleinsgrund/Sieben Linden                                  |           |
|                          | 13           | 1 Eiche (Quercus robur)                                                            | 238/5 Neuses 50° 15′ 53,3″ N, 10° 57′ 49,5″ O           | ca. 45 m nordöstlich von der nordöstlichen hinteren Hauskante des Gebäudes Callenberger Straße 4            |           |
|                          | 14, ND-03964 | 1 Eiche (Quercus robur)                                                            | 121 Neuses 50° 16′ 33,1″ N, 10° 56′ 39″ O               | 10 m nördlich der Nordecke des Hauses Rodacher Straße 155                                                   |           |
|                          | 15           | 1 Eiche (Quercus robur)                                                            | 118 Cortendorf 50° 16′ 12,9″ N, 10° 58′ 57,7″ O         | 25 m nordwestlich vom Wohnhaus Schulstraße 24, im Garten des Anwesens                                       |           |
|                          | 16, ND-03965 | 1 Eiche (Quercus robur)                                                            | 116 Cortendorf 50° 16′ 12,7″ N, 10° 58′ 57,6″ O         | 140 m südwestlich Schulstraße 26, 20 m westlich der Straße                                                  |           |
|                          | 17, ND-03954 | 1 Eiche (Quercus robur)                                                            | 23742 Coburg 50° 15′ 20,8″ N, 10° 57′ 26,9″ O           | ca. 45 m nördlich des Hauses Plattenäcker 3, rechts am Fußweg zum Wasserbehälter                            |           |
|                          | 18, ND-04401 | 6 Linden (Tilia intermedia)                                                        | 295 Seidmannsdorf 50° 15′ 4,8″ N, 11° 0′ 3,8″ O         | am Kriegerdenkmal an der Straße zum Klausberg                                                               |           |
|                          | 19, ND-03946 | 1 Kastanie (Aesculus hippocastanum), 1 Blutbuche (Fagus sylvatica f. atropurpurea) | 1 Scheuerfeld 50° 15′ 18,1″ N, 10° 55′ 36,8″ O          | im Garten 6 m westlich vor dem Pfarrhaus                                                                    |           |
|                          | 20, ND-03945 | 1 Linde (Tilia platyphyllos)                                                       | 374 Scheuerfeld 50° 15′ 13,7″ N, 10° 55′ 32,9″ O        | ca. 15 m nördlich der Kirche an der Nicolaus-Zech-Straße                                                    |           |
|                          | 21, ND-03949 | 2-stämmige Eiche (Quercus robur)                                                   | 1359 Scheuerfeld 50° 15′ 43,4″ N, 10° 55′ 9,8″ O        | ca. 20 m westlich von dem am weitesten westlich gelegenen Wirtschaftsgebäude des Schlosses                  |           |
|                          | 22, ND-03389 | 2-stämmige Baumweiden (Salix fragilis)                                             | 1359 Scheuerfeld 50° 15′ 45,1″ N, 10° 55′ 10,1″ O       | ca. 12 m südwestlich von dem am weitesten westlich gelegenen Wirtschaftsgebäude des Schlosses               |           |
|                          | 23, ND-03950 | 1 Linde (Tilia intermedia)                                                         | 81 Scheuerfeld 50° 15′ 2,3″ N, 10° 55′ 30,3″ O          | 8 m südwestlich der Scheune Hausgrundstück Tiefer Graben (Kreisbauhof)                                      |           |
|                          | 24, ND-03967 | 1 Eiche (Quercus robur)                                                            | 4131/42 Coburg 50° 14′ 56,3″ N, 10° 59′ 6,5″ O          | ca. 3 m von nordöstlicher und 4 m von südöstlicher Grenze des Grundstücks Seidmannsdorfer Straße 152        |           |